# Vizcondado de Isasi-Dávila
El vizcondado de Isasi-Dávila es un título nobiliario español creado por el rey Alfonso XIII en favor de Federico de Ysasi y Dávila, alcalde de Jerez de la Frontera, mediante real decreto del 26 de mayo de 1926 y despacho expedido el 11 de agosto del mismo año.

## Vizcondes de Isasi-Dávila
|                           | Titular                    | Periodo                   |
| Creación por Alfonso XIII | Creación por Alfonso XIII  | Creación por Alfonso XIII |
| ------------------------- | -------------------------- | ------------------------- |
| I                         | Federico de Ysasi y Dávila | 1926-1930                 |
| II                        | Gregorio de Ysasi y Dávila | 1930-1940                 |
| III                       | José Carlos Díez de Ysasi  | 1953-1962                 |
| IV                        | Carlos José Díez Domecq    | 1964-1998                 |
| V                         | Carlos Luis Díez Rainer    | 1999-hoy                  |

## Historia de los vizcondes de Isasi-Dávila
- Federico de Ysasi y Dávila (m. Jerez de la Frontera, 20 de junio de 1930), I vizconde de Isasi-Dávila, alcalde de Jerez de la Frontera.[1]

Soltero. Sin descendientes. El 18 de diciembre de 1930 le sucedió su hermano:
- Gregorio de Ysasi y Dávila (Jerez de la Frontera, 10 de diciembre de 1872-22 de febrero de 1940), II vizconde de Isasi-Dávila.[1]

Soltero.  Sin descendientes. El 23 de enero de 1953 le sucedió su sobrino, hijo de su hermana María Luisa de Ysasi y Dávila y de Carlos Díez y Pérez de Muñoz:
- José Carlos Díez de Ysasi (Jerez de la Frontera, 24 de mayo de 1896-25 de mayo de 1962), III vizconde de Isasi-Dávila.[4]

Casó el 24 de mayo de 1928, en Jerez, con Emilia Domecq y Rivero. El 30 de octubre de 1964, previa orden del 14 de marzo del mismo año para que se expida la correspondiente carta de sucesión (BOE del 8 de abril), le sucedió su hijo:
- Carlos José Díez Domecq (Jerez de la Frontera, 21 de julio de 1929-26 de septiembre de 1998), IV vizconde de Isasi-Dávila.[4]

Casó el 12 de agosto de 1963, en Jerez, con María Luisa Rainer Agreda (n. 1941). El 28 de mayo de 1999, previa orden del 20 de abril del mismo año para que se expida la correspondiente carta de sucesión (BOE del 6 de mayo), le sucedió su hijo:
- Carlos Luis Justo Díez Rainer (n. Jerez de la Frontera, 3 de agosto de 1964), V vizconde de Isasi-Dávila.[4]

Casó el 3 de septiembre de 1993 con María del Pilar Alonso Pomar (n. 1968).